# Tecpaneques
Els Tecpaneques foren un grup i una cultura precolombina d'Amèrica.
Ixputzal va fundar la ciutat d'Azcapotzalco que va ser seu del regne tecpaneca d'aquest nom del qual es coneixen els seus reis. Les seves dates no estan establertes, però suposadament el primer inicia el regnat el 1168. El 1428 el regne Tecpaneca d'Atzcapotzalco va ser conquerit pels asteques.
Tlatoani (reis/sacerdots suprems)
- Acolhua Huetzintecuhtli
- Cuecuez (fill)
- Quauhtzin (fill)
- Ilhuicamina (fill)
- Matlacolhuatl
- Tezcaputli
- Teotlehuac
- Tzihuatlatonac
- Tezozomoc (des 1408 rei del txitximeques) c. 1400-1427
- Tayatzin (rei dels txitximeques) (fill) 1427
- Maxtla (rei dels txitximeques) (germà) 1427-1428
- Nezahualcoyotl (rei dels txitximeques i de Tetzcuco) 1428
- als asteques 1428